# وی‌کی
وی‌کِی، که برآمده از سرواژه‌های وِکُنتاکتِه (به روسی: ВКонтакте) به معنی «در تماس» است، یک سرویس شبکه اجتماعی محبوب در میان کاربران اروپایی روسی‌زبان در سراسر جهان است. این شبکه اجتماعی در بین مردم روسیه، اوکراین، قزاقستان، مولداوی، بلاروس بسیار محبوب است. مقر اصلی وی‌کی، در سنت پترزبورگ روسیه است. تا مارس ۲۰۱۸ دست کم ۵۰۰ میلیون حساب کاربری در وی‌کی ایجاد شده‌است.
وی‌کی همانندی بسیاری به فیس‌بوک دارد. این شبکه اجتماعی در ایران فیلتر است. این وبسایت توسط برادران دوروف که سازندگان تلگرام نیز هستند ایجاد شد و سپس به گروه میل دات رو (شرکت وی‌کی کنونی) واگذار شد.